# Mohammed Ali Karim
Mohammed Ali Karim (ur. 25 czerwca 1986 w Bagdadzie) – iracki piłkarz, reprezentant kraju grający na pozycji obrońcy.

## Kariera piłkarska
Przygodę z futbolem rozpoczął w 2005 w klubie Al-Shorta. W 2007 przeszedł do Al Jazeera Amman. W 2008 grał w dwóch klubach, Al-Shorta i Al-Quwa Al-Jawiya. W 2009 przeszedł do Al-Jazira Club. W 2009 roku grał w Mes Kerman. W 2010 reprezentował barwy klubu Al-Zawraa. W tym samym roku powrócił do Al-Shorta. W 2011 grał w Erbil SC i ponownie w Al-Zawraa. Od 2012 był zawodnikiem Al-Talaba. W 2014 przeszedł do Al-Quwa Al-Jawiya.

## Kariera reprezentacyjna
Karierę reprezentacyjną rozpoczął w 2008. W 2009 został powołany przez trenera Borę Milutinovicia na Pucharze Konfederacji 2009, gdzie Irak odpadł w fazie grupowej. Uczestnik Pucharu Azji 2011. W sumie w reprezentacji wystąpił w 25 spotkaniach.